# Karamanli
Els Karamanli foren una família turca que va governar la Regència de Trípoli del 1711 al 1835.
El fundador fou Ahmed Bey (Ahmad I Pasha Karamanli) del que no se sap gairebé res excepte que era d'origen anatòlic. Va prendre el poder en un cop d'estat i va governar en un règim de terror fins a la seva mort la nit del 3 al 4 de novembre de 1745. El van succeir els seus fill i net Mehmed I Pasha Karamanli i Ali I Pasha Karamanli. Les lluites van començar al final del govern d'aquest darrer quan les faccions van donar suport a cadascun dels seus tres fills. La lluita fou aprofitada per Ali Burghul Pahsa Çezayrli per agafar el poder (1793) com a nomenat per la Porta, però amb l'ajut dels husaynites de Tunísia els Karamanli van recuperar el poder el gener del 1795; la facció dirigida per Ahmad II Pasha Karamanli, el fill segon d'Ali I, fou ràpidament eliminada per la facció dels àrabs que donava suport a Yusuf Pasha Karamanli, que va governar del 1795 al 1832. Sota el seu govern va créixer la influència francesa, que en 1830] van dur a terme la Conquesta d'Algèria; el 1832 va abdicar en el seu fill Ali II Pasha, favorable als francesos i que tenia el suport principal a Cirenaica, mentre un net de Yusuf, Mehmed tenia el suport dels anglesos i de les regions de Manshiya i Sahil, es va proclamar també governador; la guerra va durar tres anys i finalment la Porta, considerant que la influència francesa era perillosa van decidir destituir a Ali i Ahmed i nomenar Mustafa Negib Pasha o Mustafa Nadjib Pasha (febrer de 1835) al que va enviar amb una flota i tropes. Mustafa va desembarcar a Trípoli i va fer llegir el firman imperial que el nomenava governador (27 de juny de 1835), decretant la destitució d'Ali i de Mehmed. Mehmed es va suïcidar i el seu germà Ahmad es va refugiar a Malta. Ali II i la resta de membres de la família foren deportats a Istanbul excepte Yusuf que per la seva edat va poder restar a Trípoli fins que hi va morir el 4 d'agost de 1838.

## Llista de beis governadors
- Ahmad I Paixà Karamanli 1711-1745
- Mehmed I Paixà Karamanli 1745-1754
- Ali I Paixà Karamanli 1754-1793
- Ahmad II Paixà Karamanli, bey 1791-1793
- Ali Burghul Paixà Cezayirli 1793-1795
- Ahmad II Paixà Karamanli 1795
- Yusuf Paixà Karamanli (proclamat governador 1792-1793) 1795-1832
- Ali II Paixà Karamanli 1832-1835
- Mehmed II Paixà Karamanli 1832-1835 (rebel)